# میدویل (میسیسیپی)
میدویل (به انگلیسی: Meadville) شهرکی در ایالت میسیسیپی کشور ایالات متحده آمریکا است که جمعیت آن در سرشماری سال ۲۰۱۰ میلادی، ۴۴۹ نفر بوده‌است.